# カリウア
カリウアは、タンザニア西部のタボーラ州に属する町の1つである。

## 地理・交通
西のタンガニーカ湖岸のキゴマ州の州都であるキゴマから、東のタボーラ州の州都であるタボラなどへと抜ける、鉄道路線の中央線がカリウアを通っている。中央線から、他の路線が分岐する箇所であるタボラの駅と同様に、やはり路線が分岐する箇所であるカリウアの駅も、中央線内における主要駅の1つとして数えられる。なお、カリウアからは南西へムパンダまでの路線が出ている。このムパンダへの支線は、1949年に開業した。

タンザニアの鉄道路線の概略図。西端にKigoma、そしてMwanzaへと北上する路線が分岐している場所にTaboraがある。カリウアは、このKigomaとTaboraの間、南西に分岐してMpandaへと分岐している箇所に位置する。